# Maillat
Maillat [maja] ist eine französische Gemeinde mit 693 Einwohnern (Stand 1. Januar 2022) im Département Ain in der Region Auvergne-Rhône-Alpes. Sie gehört zum Kanton Nantua im Arrondissement Nantua.

## Geographie
Maillat liegt auf 505 m, etwa 17 Kilometer südwestlich der Stadt Oyonnax und 25 Kilometer ostsüdöstlich der Präfektur Bourg-en-Bresse (Luftlinie). Das Dorf erstreckt sich im nördlichen Bugey, in einer weiten Talmulde im Jura, am Zusammenfluss von Borrey und Doye zum Oignin.
Die Fläche des 11,31 km² großen Gemeindegebiets umfasst einen Abschnitt des südlichen französischen Juras. Der östliche Teil wird von der rund 1,5 Kilometer breiten, in Nord-Süd-Richtung orientierten Talsenke des Oignin eingenommen, die eine Synklinale im Faltenjura bildet und nach Norden zum Ain entwässert wird. Nach Osten reicht der Gemeindeboden mit einem schmalen Zipfel in das Tal der Doye, nach Süden in dasjenige des Borrey (Combe du Val). Von der Talsenke erstreckt sich das Gemeindeareal westwärts auf die Antiklinale der Montagne d’Oisselle, auf der mit 825 m die höchste Erhebung von Maillat erreicht wird. Dieser Hügelzug wird durch mehrere kurze Seitentäler des Oignin und Ausräumungskessel untergliedert.
Zu Maillat gehören der Weiler Oisselaz (575 m) am Ostfuß der Montagne d’Oisselle sowie einige Einzelhöfe. Nachbargemeinden von Maillat sind Saint-Martin-du-Frêne im Norden und Osten, Chevillard im Südosten, Condamine, Vieu-d’Izenave und Labalme im Süden sowie Ceignes und Peyriat im Westen.

## Geschichte
Maillat bildete seit dem 13. Jahrhundert eine Pfarrei, die vom Kloster Nantua abhängig war. Seit 1280 war das Dorf Mittelpunkt einer eigenen kleinen Herrschaft, die unter der Oberhoheit der Grafen von Savoyen stand. Mit dem Vertrag von Lyon gelangte Maillat im Jahr 1601 an Frankreich. 1932 wurde der Weiler Oisselaz nach Maillat eingemeindet.

### Bevölkerungsentwicklung
| Jahr                       | 1962 | 1968 | 1975 | 1982 | 1990 | 1999 | 2011 | 2021 |
| Einwohner                  | 487  | 520  | 556  | 578  | 623  | 664  | 670  | 679  |
| Quellen: Cassini und INSEE |      |      |      |      |      |      |      |      |

Mit 693 Einwohnern (Stand 1. Januar 2022) gehört Maillat zu den kleinen Gemeinden des Départements Ain. Nachdem die Einwohnerzahl in der ersten Hälfte des 20. Jahrhunderts deutlich abgenommen hatte (1896 wurden noch 618 Personen gezählt), wurde seit Beginn der 1960er Jahre wieder eine Bevölkerungszunahme verzeichnet. Die Ortsbewohner von Maillat heißen auf Französisch Maillati(e)s.

## Sehenswürdigkeiten
Die Kirche Saint-Irénée wurde zu Beginn des 20. Jahrhunderts im Stil der Neuromanik erbaut und ist dem hl. Irenäus gewidmet.
Aus dem 13. Jahrhundert stammt das Château de Maillat. Es wurde im 19. Jahrhundert umfassend restauriert; die Wohngebäude aus dem 15. und 16. Jahrhundert sind erhalten. Im Schlosspark befindet sich die ehemalige Kirche.
Die Kapelle Sainte-Claire ist seit 1931 als Monument historique eingestuft.

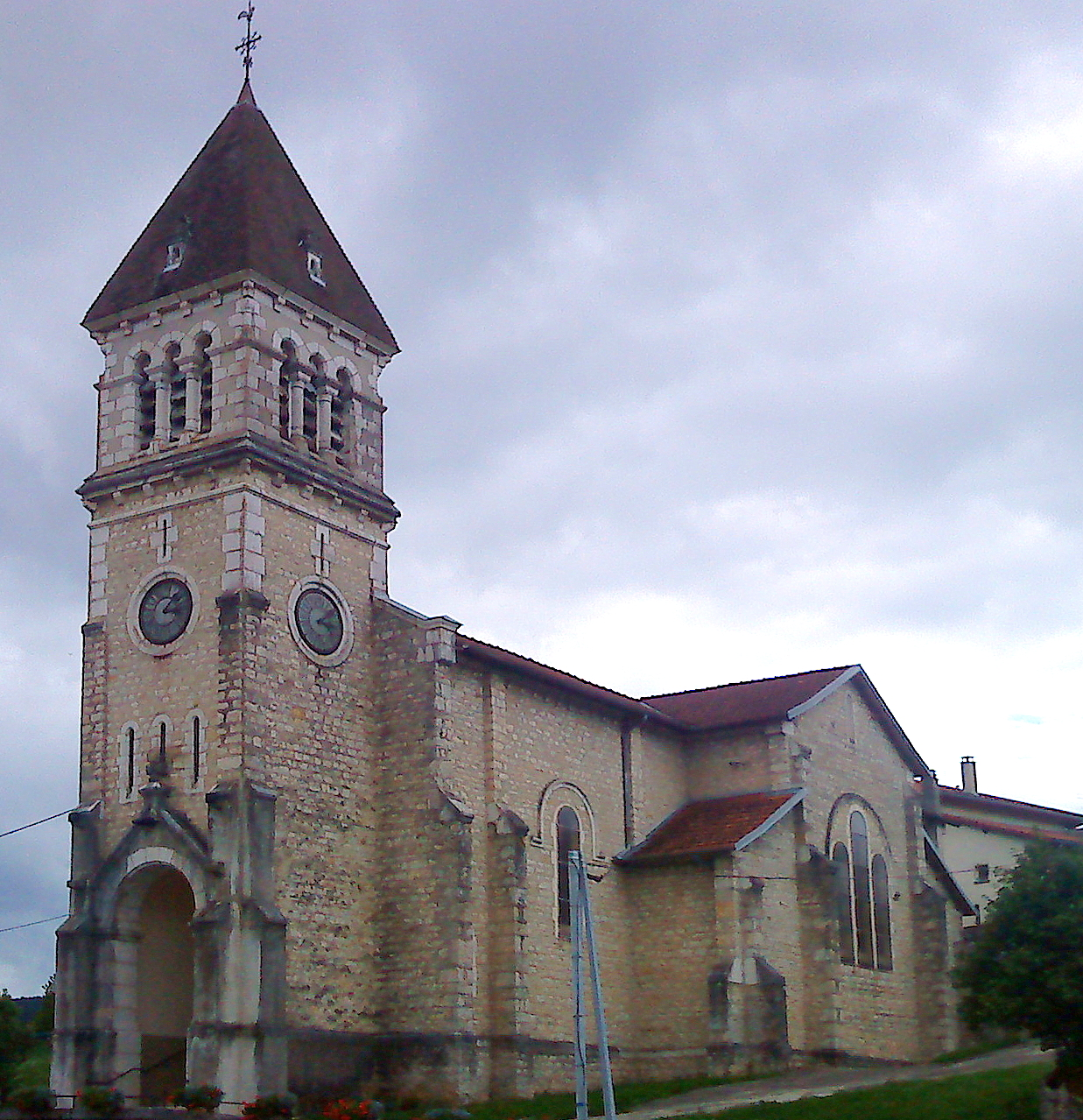
Kirche Saint-Irénée
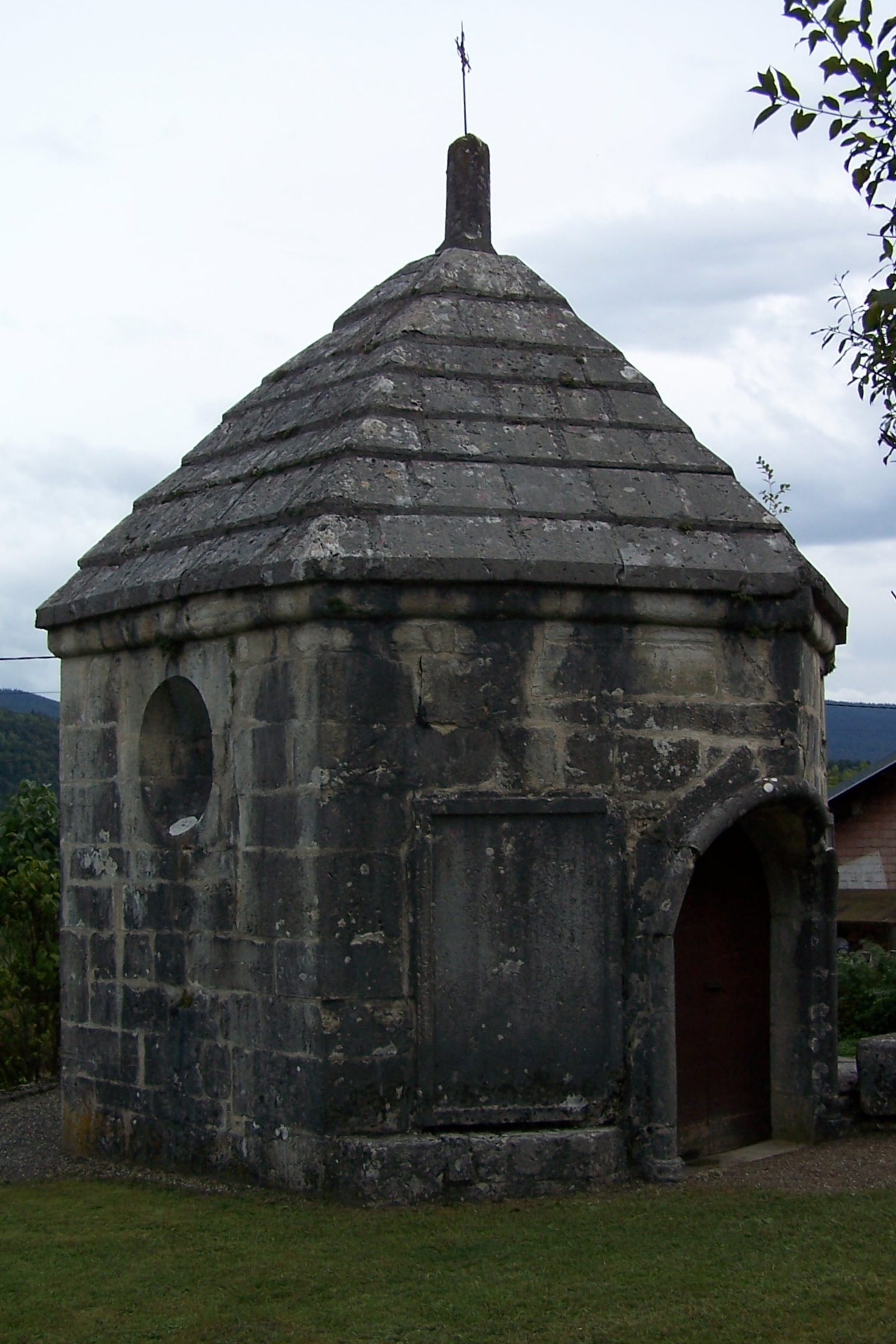
Kapelle Sainte-Claire
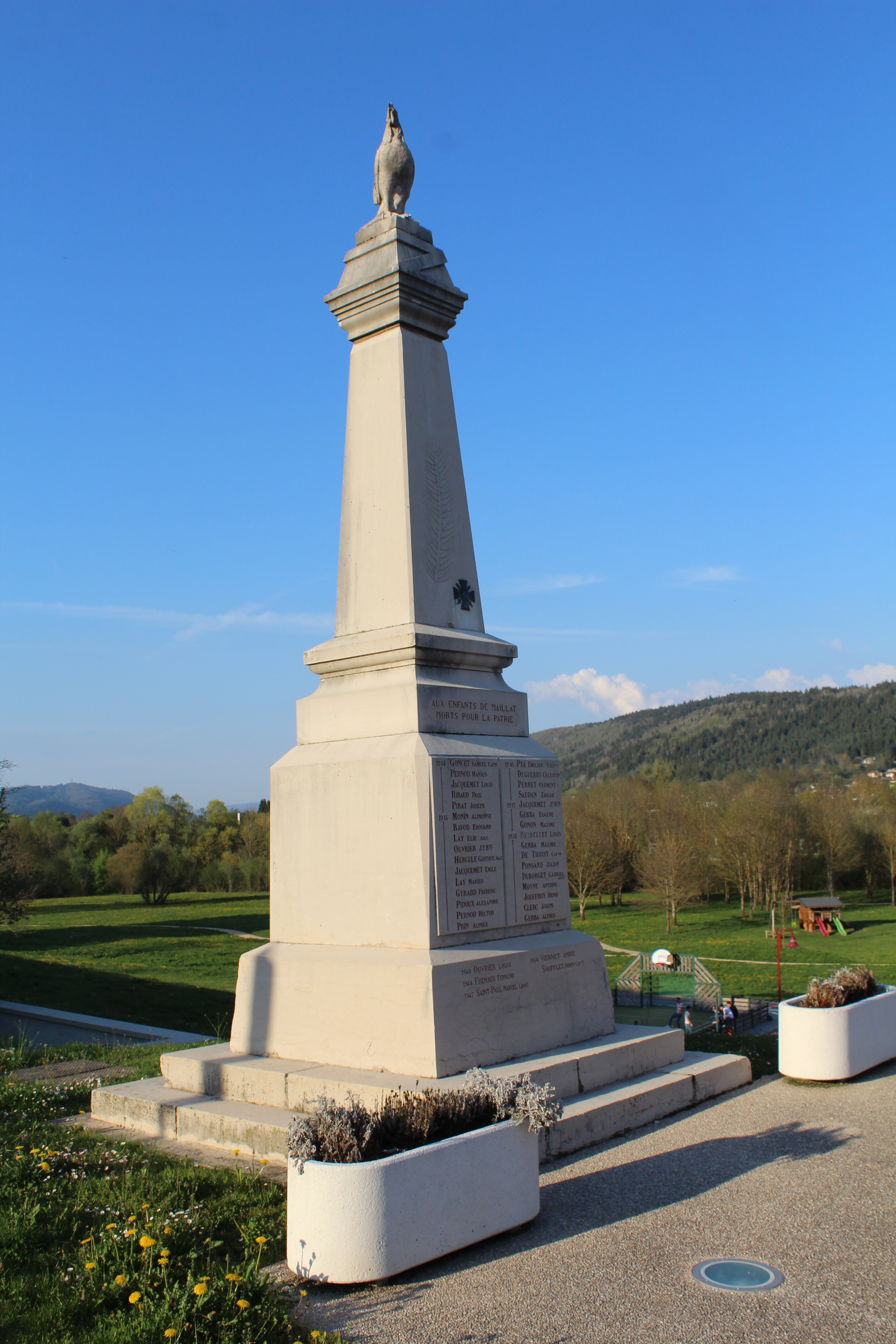
Gefallenendenkmal

## Wirtschaft und Infrastruktur
Maillat war bis weit ins 20. Jahrhundert hinein ein vorwiegend durch die Landwirtschaft, insbesondere Milchwirtschaft und Viehzucht, und die Forstwirtschaft geprägtes Dorf. Daneben gibt es heute einige Betriebe des Klein- und Mittelgewerbes, nämlich eine Sägerei, mechanische Werkstätten und Kunststoffindustrie. Mittlerweile hat sich das Dorf auch zu einer Wohngemeinde gewandelt. Viele Erwerbstätige sind Wegpendler, die in den größeren Ortschaften der Umgebung ihrer Arbeit nachgehen.
Die Ortschaft ist verkehrsmäßig sehr gut erschlossen. Sie liegt an der Departementsstraße D1084, die von Bellegarde-sur-Valserine durch die Cluse de Nantua nach Pont-d’Ain führt. Weitere Straßenverbindungen bestehen mit Brénod, Vieu-d’Izenave und Peyriat. Der nächste Anschluss an die Autobahn A 40, die das Gemeindegebiet durchquert und hier über die A 404 nach Oyonnax abuweigt, befindet sich in einer Entfernung von rund einem Kilometer.
In Maillat befindet sich eine staatliche école primaire (Grundschule mit eingegliederter Vorschule).